# قلعه فرود
قلعه فرود مربوط به دوره افشار است و در شهرستان کلات واقع شده و این اثر در تاریخ ۲۳ فروردین ۱۳۴۶ با شمارهٔ ثبت ۶۷۰ به‌عنوان یکی از آثار ملی ایران به ثبت رسیده‌است.